# Xã Timothy, Quận Crow Wing, Minnesota
Xã Timothy (tiếng Anh: Timothy Township) là một xã thuộc quận Crow Wing, tiểu bang Minnesota, Hoa Kỳ. Năm 2010, dân số của xã này là 162 người.